# منتخب فرنسا تحت 17 سنة لكرة السلة
منتخب فرنسا تحت 17 سنة لكرة السلة (بالفرنسية: Équipe de France de basket-ball des 17 ans et moins)‏ هو ممثل فرنسا الرسمي في المنافسات الدولية في كرة السلة
.